# Viola Reggio Calabria
El Viola Reggio Calabria, conocido también por motivos de patrocinio como Bermè Viola Reggio Calabria, fue un equipo de baloncesto italiano con sede en la ciudad de Regio de Calabria. Compitió durante 16 temporadas en la Serie A italiana. Disputaba sus partidos en el PalaCalafiore, con capacidad para 8.450 espectadores.

## Historia
El club fue fundado en 1966 con la denominación de Cestistica Piero Viola por el juez Peppino Viola en honor de su hermano fallecido Piero. Tras jugar muchos años en categorías inferiores, en 1989 acceden por primera vez a la Serie A1, donde se mantiene en la categoría, con dos descensos y ascensos al año siguiente, hasta que el club quiebra en 1997. Renace al año siguiente con la denominación Nuovo Basket Viola Reggio '98, volviendo a quebrar en 2007. En 2009 vuelve nuevamente a renacer el equipo, haciéndose con un puesto en la Serie B dilettanti, categoría en la que permanece en la actualidad. En 2011 acabó primero de su grupo, pero perdió la plaza de ascenso en el play-off ante la Orlandina Basket.

## Nombres
- 1982-1984: Banca Popolare
- 1985-1986: Opel
- 1986-1989:  Standa
- 1990-1993:  Panasonic
- 1993-1995:  Pfizer
- 2003-2004:  Corsa Tris|Tris
- 2004-2005:  Eurofiditalia
- 2009-2012: Liomatic
- Desde 2015: Bermè

## Posiciones en Liga
- 2009 - (C Dil)
- 2010 - (6-B Dil)
- 2011 - (1-B Dil)
- 2012 - (3-B Dil)
- 2013 - (10-Nazionale A)
- 2014 - (12-LNP Silver)
- 2015 - (6-A2 Silver)

## Plantilla actual
|}
|}

## Palmarés
- Legadue
  - Campeón (3) 1985, 1989 y 1992

## Jugadores notables
| 2000's - Joseph Bunn 1 temp.: '06-'07 - Aleksandar Ćapin 1 temp.: '05-'06 - A. J. Guyton 1 temp.: '05-'06 - Jelani McCoy 1 temp.: '05-'06 - Vincent Yarbrough 1 temp.: '05-'06 - Thierry Zig 1 temp.: '05-'06 - Bryce Drew 1 temp.: '04-'05 - Terrence Rencher 1 temp.: '04-'05 - Casey Shaw 1 temp.: '04-'05 - LaVell Blanchard 2 temp.: '03-'05 - Giorgos Sigalas 1/2 temp.: '03 - Titus Ivory 2 temp.: '02-'04 - Anthony Williams 3 temp.: '01-'03, '06-'07 - Ismaila Sy 2 temp.: '01-'02, '06-'07 - Nicolás Mazzarino 4 temp.: '01-'05 - J. J. Eubanks 3 temp.: '01-'04 - Benjamin Eze 3 temp.: '01-'04 - Alan Tomidy 2 temp.: '01-'03 - Brian Evans 1 temp.: '01-'02 - Anthony Tucker 1 temp.: '01-'02 - David Vaughn 1 temp.: '01-'02 - Carlos Delfino 2 temp.: '00-'02 - Mark Anthony Davis 1 temp.: '00-'01 - Thierry Gadou 1 temp.: '00-'01 - Leandro Palladino 1 temp.: '00-'01 | 1990s - Alejandro Montecchia 3 temp.: '99-'02 - Brian Shorter 1 temp.: '99-'00 - Kevin Thompson 1 temp.: '99-'00 - Brent Scott 2 temp.: '98-'99, '00-'01 - Manu Ginóbili 2 temp.: '98-'00 - Jeff Nordgaard 1 temp.: '98-'99 - Christian Welp 1 temp.: '98-'99 - Jay Larrañaga 2 temp.: '97-'98, '04-'05 - Diego Fajardo 2 temp.: '97-'98, '03-'04 - Dedric Willoughby 1 temp.: '97-'98 - Brian Oliver 3 temp.: '96-'97, '98-'00 - Mike Brown 2 temp.: '96-'98 - Lance Miller 1 temp.: '95-'96 - Yamen Sanders 1 temp.: '95-'96 - Alessandro Fantozzi 1 temp.: '94-'95 - Shaun Vandiver 1 temp.: '94-'95 - Randy White 1 temp.: '94-'95 - Wendell Alexis 1 temp.: '94-'95 - Ken Barlow 1 temp.: '93-'94 - Kevin Pritchard 1 temp.: '93-'94 - Marco Spangaro 4 temp.: '92-'96 - Sasha Volkov 1 temp.: '92-'93 - Tiziano Lorenzon 2 temp.: '91-'93 - Dean Garrett 3 temp.: '90-'93 - Michael Young 2 temp.: '90-'92 - Frank Kornet 1 temp.: '93 | 1980s - Roberto Bullara 7 temp.: '89-'96 - Charles Jones 1 temp.: '89-'90 - Alessandro Santoro 12 temp.: '88-'00 - Giampiero Savio 2 temp.: '88-'90 - Robert Lock 1 temp.: '88-'89 - Phil Zevenbergen 1 temp.: '88-'89 - Dan Caldwell 4 temp.: '87-'91 - Gustavo Tolotti 12 temp.: '86-'92, '93-'99 - Joe Bryant 1 temp.: '86-'87 - Donato Avenia 9 temp.: '84-'90, '92-'93, '96-'98 - Kim Hughes 5 temp.: '83-'88 |